# Åter till Cold Mountain
Åter till Cold Mountain är en amerikansk långfilm från 2003 i regi av Anthony Minghella, med Jude Law, Nicole Kidman och Renée Zellweger i huvudrollerna. Filmen är baserad på en roman av Charles Frazier.

## Handling
Soldaten Inman (Jude Law) träffar Ada Monroe (Nicole Kidman) och förstår att hon är kärleken i hans liv. När det amerikanska inbördeskriget startar strider Inman tappert men blir skadad. Han försöker sedan fly tillbaka till Ada för att leva med henne. Han måste undgå desertörer och andra fiender för att ta sig tillbaka till Cold Mountain. Ada, som är prästdotter, skriver brev till Inman varje dag i hopp om att han ska överleva.

## Rollista
- Jude Law - Inman
- Nicole Kidman - Ada Monroe
- Renée Zellweger - Ruby Thewes
- Eileen Atkins  - Maddy
- Philip Seymour Hoffman - Veasey
- Natalie Portman - Sara
- Giovanni Ribisi - Junior
- Donald Sutherland - Father Monroe
- Ray Winstone - Teague
- Cillian Murphy - Bardolph
- Jack White - Georgia
- Ethan Suplee - Pangle
- Lucas Black - Oakley
- Charlie Hunnam - Bosie

## Produktion och mottagande
Åter till Cold Mountain regisserades av Anthony Minghella, som även skrivit filmens manus. Filmen hade svensk premiär den 20 februari 2004. Renée Zellweger fick en Oscar för bästa kvinnliga biroll.